# Маньшин, Василий Петрович
Василий Петрович Маньшин (8 августа 1924, Шкапово, Башкирская АССР — 18 апреля 1945, Требендорф, Саксония) — командир расчёта орудия батареи 43-го гвардейского артиллерийского полка 15-я гв. сд, гвардии старшина. Полный кавалер ордена Славы.

## Биография
Родился 8 августа 1924 года в селе Шкапово Белебеевского кантона Башкирской АССР. Трудился в колхозе.
В августе 1942 года был призван в Красную армию. В боях Великой Отечественной войны с марта 1943 года. Член ВКП(б) с 1944 года. Воевал в составе 43-го гвардейского артиллерийского полка 15-й гвардейской стрелковой дивизии сначала телефонистом, затем командиром расчёта.
2 февраля 1944 года в боях северо-восточнее города Кривой Рог Днепропетровской области телефонист батареи гвардии красноармеец Маньшин устранил под огнём 7 порывов телефонной линии, а 3 февраля — 15 порывов. Был ранен, но продолжал выполнять свои обязанности.
Приказом от 15 февраля 1944 года гвардии красноармеец Маньшин Василий Петрович награждён орденом Славы 3-й степени.
12 января 1945 года при прорыве обороны восточнее города Буско-Здруй расчёт гвардии старшины Маньшина прямой наводкой уничтожил пулемёт с расчётом, 2 дзота, свыше 10 вражеских солдат, подавил миномётную батарею противника. В боях 13—17 января ликвидировал 2 пулемёта и свыше отделения пехоты противника.
Приказом от 3 февраля 1945 года гвардии старшина Маньшин Василий Петрович награждён орденом Славы 2-й степени.
17 марта 1945 года в бою западнее города Гроткау, Гродкув, расчёт Маньшина поразил 3 пулемёта, до 15 противников, подавил огонь миномётной батареи. 19 марта при отражении контратаки противника уничтожил 2 самоходных орудия, 2 зенитной установки и много солдат противника. За эти бои был представлен к награждению орденом Славы.
Высокую награду получить не успел. 17 апреля был тяжело ранен в бою и на другой день скончался в госпитале. Похоронен в населённом пункте Требендорф.
Указом Президиума Верховного Совета СССР от 15 мая 1946 года за мужество, отвагу и героизм гвардии старшина Маньшин Василий Петрович награждён орденом Славы 1-й степени. Стал полным кавалером ордена Славы.